# Liste der Baudenkmäler in Hergensweiler

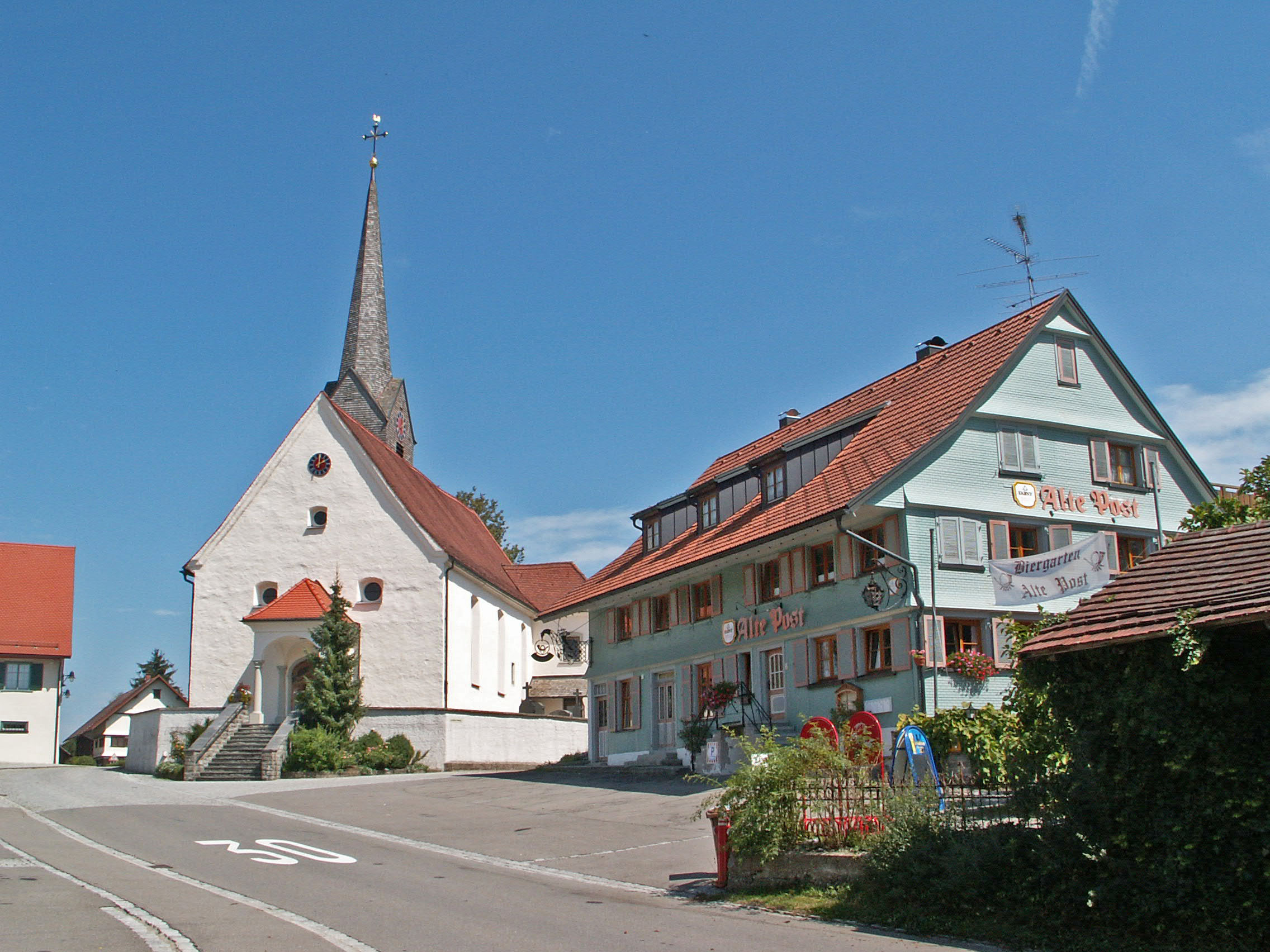
Kirche und Gasthof Alte Post in Hergensweiler

Auf dieser Seite sind die Baudenkmäler in der schwäbischen Gemeinde Hergensweiler zusammengestellt. Diese Tabelle ist eine Teilliste der Liste der Baudenkmäler in Bayern. Grundlage ist die Bayerische Denkmalliste, die auf Basis des Bayerischen Denkmalschutzgesetzes vom 1. Oktober 1973 erstmals erstellt wurde und seither durch das Bayerische Landesamt für Denkmalpflege geführt wird. Die folgenden Angaben ersetzen nicht die rechtsverbindliche Auskunft der Denkmalschutzbehörde.

## Baudenkmäler nach Ortsteilen

### Hergensweiler
| Lage                        | Objekt                                           | Beschreibung | Akten-Nr.              | Bild                                             |
| --------------------------- | ------------------------------------------------ | --- | ---------------------- | ------------------------------------------------ |
| Bahnhofstraße 18 (Standort) | Bahnhofempfangsgebäude                           | zweigeschossiger Walmdachbau mit eingeschossigem Nebenflügel mit Wartehalle und offenem Vorraum, im Reformstil, 1913 | D-7-76-115-15          | BW                                               |
| Dorfstraße 7 (Standort)     | Gasthaus Sonne                                   | stattlicher zweigeschossiger Satteldachbau mit vorkragender Traufe, der Wohnteil Fachwerk verputzt, der Wirtschaftsteil mit Hochtenne, 1. Hälfte 18. Jahrhundert; an der Giebelseite Anbau von 1830; rückseitig verändert. | D-7-76-115-11 Wikidata | Gasthaus Sonne                                   |
| Dorfstraße 11 (Standort)    | Gasthaus Alte Post                               | zweigeschossiger verschindelter Satteldachbau, im Kern 18. Jahrhundert | D-7-76-115-1 Wikidata  | Gasthaus Alte Post                               |
| Dorfstraße 12 (Standort)    | Ehemaliger Stadel und Sennerei                   | zweigeschossiger Satteldachbau, 1978 ausgebaut unter Verwendung originaler Fachwerkteile des 18. Jahrhunderts | D-7-76-115-2 Wikidata  | Ehemaliger Stadel und Sennerei                   |
| Dorfstraße 13 (Standort)    | Katholische Pfarrkirche St. Ambrosius            | mit dreiseitig geschlossenem Chor und Langhaus von 1712, Turmunterbau mittelalterlich; mit Ausstattung; in ummauertem Friedhof.                                                                                            | D-7-76-115-3 Wikidata  | weitere Bilder                                   |
| Dorfstraße 14 (Standort)    | Ehemaliges Bauernhaus                            | zweigeschossiger Massivbau mit Schopfwalmdach, 19. Jahrhundert | D-7-76-115-13 Wikidata | Ehemaliges Bauernhaus                            |
| Dorfstraße 20 (Standort)    | Ehemalige Salzfaktorei und Pfarrhof              | zweigeschossiger Satteldachbau mit Zwerchhaus, Anfang 18. Jahrhundert, im Kern älter. | D-7-76-115-4 Wikidata  | Ehemalige Salzfaktorei und Pfarrhof              |
| Käpellehalde (Standort)     | Katholische Antoniuskapelle auf der Käpellehalde | Rechteckbau mit dreiseitigem Schluss, erbaut 1682, Dachreiter 1725; mit Ausstattung; in ummauertem ehemaligem Pestfriedhof.                                                                                                | D-7-76-115-5 Wikidata  | Katholische Antoniuskapelle auf der Käpellehalde |

### Hagers
| Lage                | Objekt                     | Beschreibung | Akten-Nr.             | Bild                       |
| ------------------- | -------------------------- | --- | --------------------- | -------------------------- |
| Hagers 1 (Standort) | Wohnhaus eines Bauernhofes | freistehender kubischer Walmdachbau, zweigeschossig mit klassizisierenden Gliederungen und Zwerchhäusern, bezeichnet 1881. | D-7-76-115-6 Wikidata | Wohnhaus eines Bauernhofes |

### Mollenberg
| Lage                    | Objekt          | Beschreibung                                                                                            | Akten-Nr.             | Bild |
| ----------------------- | --------------- | --- | --------------------- | ---- |
| Mollenberg 1 (Standort) | Ehemalige Mühle | zweigeschossiger Satteldachbau mit Kniestock, im Kern 18. Jahrhundert, Anfang 19. Jahrhundert erneuert. | D-7-76-115-7 Wikidata | BW   |

### Rupolz
| Lage                            | Objekt                      | Beschreibung | Akten-Nr.             | Bild |
| ------------------------------- | --------------------------- | --- | --------------------- | ---- |
| Volklingser Straße 2 (Standort) | Wohnteil eines Bauernhauses | zweigeschossiger Satteldachbau mit verschindelter Giebelseite, Vordächern und bemalten Hohlkehlen, Ende 18. Jahrhundert | D-7-76-115-8 Wikidata | BW   |

### Unternützenbrugg
| Lage                          | Objekt                    | Beschreibung                                                                  | Akten-Nr.             | Bild           |
| ----------------------------- | ------------------------- | ----------------------------------------------------------------------------- | --------------------- | -------------- |
| Unternützenbrugg 3 (Standort) | Katholische Marienkapelle | um 1700 als Pestkapelle erbaut, im 19. Jahrhundert erneuert; mit Ausstattung. | D-7-76-115-9 Wikidata | weitere Bilder |

### Volklings
| Lage                    | Objekt                | Beschreibung                                                                                          | Akten-Nr.              | Bild |
| ----------------------- | --------------------- | --- | ---------------------- | ---- |
| Volklings 16 (Standort) | Ehemaliges Bauernhaus | Wohnteil verschindelt mit Vordächern, zum Teil geschnitzte Fensterpfosten, Frackdach, 18. Jahrhundert | D-7-76-115-10 Wikidata | BW   |